# Xã Peculiar, Quận Cass, Missouri
Xã Peculiar (tiếng Anh: Peculiar Township) là một xã thuộc quận Cass, tiểu bang Missouri, Hoa Kỳ. Năm 2010, dân số của xã này là 2.895 người.